# Чарльтон Атлетік
«Ча́рльтон Атле́тік» (англ. Charlton Athletic Football Club) — англійський футбольний клуб із Чарльтона, південно-східний Лондон, який виступає у Першій лізі Англії, третій у системі футбольних ліг Англії.
Заснований 9 червня 1905 року. Починаючи з 1919 року, клуб проводить домашні матчі на стадіоні «Веллі». Команда також грала на стадіоні «Маунт» у Кетфорді протягом сезону 1923–24, а також сім років на «Селгерст Парк» і «Болейн-Граунд» між 1985 і 1992 роками через проблеми з фінансуванням та безпекою, які висуває місцева рада. Традиційна форма клубу складається із червоних футболок, білих шортів і червоних гетрів, а їхнє найпоширеніше прізвисько — Еддікс. «Чарльтон Атлетік» веде місцеве суперництво з іншими клубами південного Лондона — «Крістал Пелесом» і «Міллволлом».

## Історія клубу
«Чарльтон» був утворений в червні 1905 року як підлітковий клуб в районі Чарльтон, який не є зараз житловим районом, де знаходиться Лондон Флад Баррієр. У роки початку свого існування команда грала на «Веллі» — на арені без будь-яких зручностей. Вони часто користувалися місцевим рибним магазином, як місцем, щоб переодягнутися для ігор.
«Чарльтон» вступив до Футбольної Ліги 1921 року, пройшовши шлях від хлопчиків, любителів і напівпрофесіоналів. Клуб домігся переходу в Перший Дивізіон в 1936 році.
У 1937 році «Пікші» вийшли на друге місце в Першому Дивізіоні, в 1938 році на четверте і в 1939 році на третє. Це була найстійкіша команда в англійському футболі протягом трьох сезонів до Другої світової війни. Це тривало і у воєнні роки, і вони виграли військовий кубок. Чарльтонці залишалися в Першому Дивізіоні, будучи фіналістами Кубку ФА в 1946 році і вигравши Кубок ФА в 1947 році. У цей же період «Чарльтон» став однією з 11 англійських футбольних команд, яка в повний сезон збирала понад 40000 глядачів за матч. «Веллі» була найбільшою футбольною ареною в Лізі, яка притягувала натовпи людей понад 70000 чоловік. У 1957 році, після того як менеджер лондонців був відправлений у відставку, «Чарльтон» вилетів в нижчу лігу.
З кінця 1950-х і до початку 1970х років «Чарльтон» в основному перебував у Другому Дивізіоні. З вильотом в Третій Дивізіон в 1972 році, команда втратила підтримку, і повернення в 1975 році у Другий дивізіон мало чим допомогло зміцненню підтримки та фінансів команди.
Проте в 1974-м і 1975-му роках «Веллі», рідна арена «Чарльтона», запросила з концертом «The Who», який відвідали понад 70000 чоловік.
У сезоні 1979/80 «Чарльтон» знову вилетів в Третій Дивізіон, але домігся негайного повернення у Другій Дивізіон за підсумками сезону 1980/81. Але все це було не те. Це був поворотний момент в історії клубу, який веде до періоду божевілля та змін, включаючи подальші переходи і повернення. Зміни в керівництві, і незабаром після цього зміна власника клубу, призвела до серйозних проблем, було схоже, що клуб залишиться не при справах.
У 1984 році фінансові справи пішли в гору, і клуб прийшов в адміністрацію, щоб переоформитися у ЗАТ «Чарльтон Атлетік».

### Вдалині від «Веллі»
З середини 1980-х років «Чарльтон» грав на футбольному майданчику «Крістал Пелес», «Селгерст Парк», оскільки фінансове становище не дозволяло зробити необхідну реконструкцію «Веллі». Підйом в Перший Дивізіон мало чим допоміг згасаючому клубу.
У 1990 році клуб знову зіткнувся з вильотом у нижчу лігу. У той же рік прихильники клубу утворили свою власну політичну партію у відповідь на відмову Лондонського боро Гринвіч відновити цей стадіон. Партія Веллі зібрала 15000 голосів і змогла змусити раду схвалити плани з відновлення «Веллі».
На наступний рік «Чарльтон» переїхав з «Селгерст Парку» на стадіон «Вест Гем Юнайтед», «Аптон Парк».

### Повернення на «Веллі»

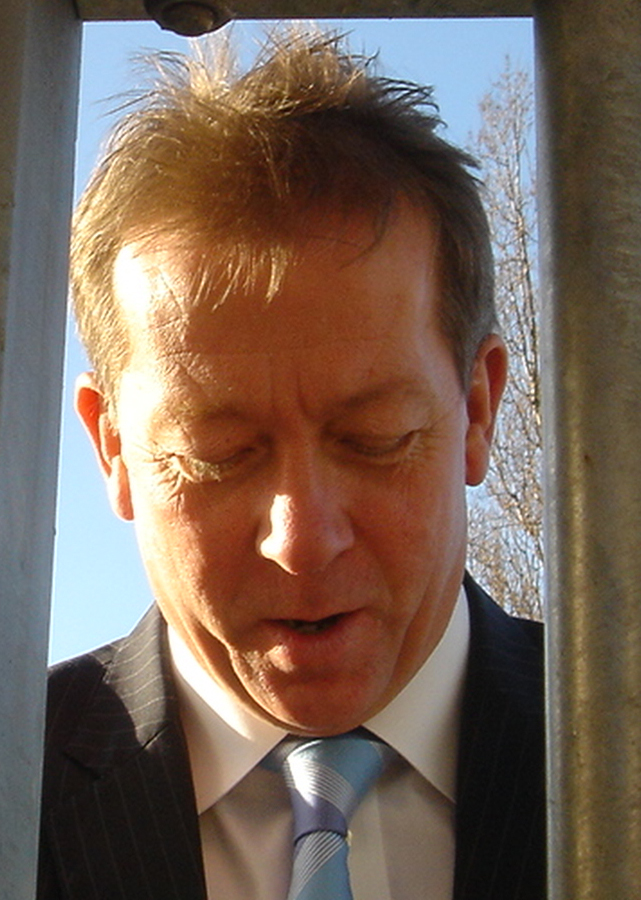
Алан Кербішлі

У 1992 році «Чарльтон» нарешті повернувся на новий і покращений «Веллі». Під керівництвом менеджера Алана Кербішлі «Чарльтон» повернувся в Прем'єр-лігу в 1998 році, тільки для того, щоб вилетіти в нижчу лігу за підсумками сезону.
Команда повернулася до Прем'єр-ліги в 2000 році, де вона виглядала так, ніби збиралася залишитися там на довгий час. Після поганого старту сезону 2002/03, програвши всі свої перші чотири домашні ігри, команда набрала форму, а наступні п'ять перемог підняли її в таблиці. Кербішлі за цей успіх був нагороджений нагородою Менеджер Місяця за лютий 2003 року. У той же місяць гравців Скотта Паркера і Пола Конческі було викликано до збірну Англії для участі в товариському матчі з Австралією. Хоча тільки фактично в матчі грав Кончевскі, але це був перший раз, коли два гравці Чарльтона були запрошені в одну і ту ж збірну Англії.
«Чарльтон» відмінно провів сезон 2003/04. Команда, незважаючи на продаж по ходу сезону Скотта Паркера, зуміла фінішувати сьомою у Прем'єр-лізі, причому довгий час «Пікші» взагалі претендували на місце в Лізі Чемпіонів.
«Чарльтон» залишався клубом з репутацією бережливої витрати грошей. У січні 2004 року Скотт Паркер був проданий при спірних обставинах «Челсі» за 10 млн фунтів стерлінгів, а наступного літа було куплено багато нових гравців, включаючи данського легіонера Денніса Роммедаля, Френсіса Джефферса і Денні Мерфі з «Ліверпуля».
«Чарльтон» став першим клубом в Прем'єр-лізі, який заснував молодіжну академію в Сполучених Штатах. Клуб заявив, що він відкриє академію в Туксоні, Аризона, в травні 2005 року і розширить академію на всю Аризону. Чарльтон вже управляє молодіжними академіями в Іспанії та Південній Африці, а також в рідному Лондоні.
Команда стабільно з року в рік фінішувала в середині таблиці. Успішно був розпочатий сезон 2005/06 (команда спочатку ділила лідерство з непереможним тоді «Челсі», потім довго трималася в зоні єврокубків), але в середині і наприкінці сезону було падіння на звичне 13 місце. Останні 3 матчі і взагалі були вщент програні з загальним рахунком 1:10.
Новий сезон лондонці вперше за довгий час почали з новим головним тренером — Іаном Дауі, але провальний старт і місце на дні турнірної таблиці змусили того покинути цю посаду в листопаді 2006-го. Два місяці виконував обов'язки головного тренера колишній помічник Дауі Лес Рід, але не досяг успіху. Наприкінці грудня 2006-го головним тренером був призначений Алан Пардью, тільки-но звільнений з настільки ж кризового «Вест Хема». І він ледь не створив диво — на початок квітня «Пікші» покинули зону вильоту. Але безвиграшна серія на фініші — і, як результат, виліт з 19 позиції.
У сезоні 2007/08 «Чарльтон» вважався одним з фаворитів змагань в Чемпіонаті. Клуб довго тримався у групі лідерів, але вже в лютому стало зрозуміло, що сили покидають «Пікш». Підсумок — падіння в середину таблиці.
Сезон 2008/09 став жахом для шанувальників команди. Після посереднього старту команда і зовсім перестала вигравати (безвиграшна серія тривала з вересня 2008-го по кінець січня 2009-го), впавши на останнє місце в Чемпіонаті, так і не зумівши надалі з нього вибратися. Команді не допомогли ні ротації складу (близько 40 гравців виходило на поле в матчах ліги у футболці «Чарльтона» протягом сезону), ні зміна тренера (Алана Пардью змінив Філ Паркінсон) не врятували команду від вильоту в Дивізіон 1.

## Цікаві факти
- З 1906 року «Чарльтон» змінив аж дев'ять стадіонів.
- У команди три прізвиська — Addics, Robins і Valiants і два талісмани — собака Флойд і кіт Харві. Найвідоміше прізвисько — «Еддікс» — походить від слова «haddock» (пікша, тріска), оскільки спочатку роздягальня клубу була в розташованому поряд зі стадіоном у рибному магазині.

## Трофеї та досягнення
- Перший дивізіон

Другий призер: 1937
Третій призер: 1939
- Чемпіоншип

Переможець: 2000
Другий призер: 1936, 1986
Третій призер: 1958, 1969
- Перша футбольна ліга

Переможець: 2012
Третій призер: 1975, 1981
- Кубок Англії

Переможець: 1947
Фіналіст: 1946